# Impatiens inconspicua
Impatiens inconspicua är en balsaminväxtart som beskrevs av George Bentham, Robert Wight och Arn. Impatiens inconspicua ingår i släktet balsaminer, och familjen balsaminväxter.

## Underarter
Arten delas in i följande underarter:
- I. i. jogensis
- I. i. nematostachys
- I. i. pushpagiriensis